# Liste des plus hautes constructions de San Diego
Cet article dresse une liste des plus hautes constructions de San Diego dans le sud de l'État de Californie, aux États-Unis. Depuis la construction de l'El Cortez Apartment Hotel en 1927, environ une quarantaine d'immeubles de 100 mètres de hauteur et plus ont été construits à San Diego. L'agglomération ne comprend pas de gratte-ciel de plus de 152 m de hauteur, soit 500 pieds, du fait d'une règlementation de la Federal Aviation Administration (FAA) qui a imposé cette limitation dans un rayon de 2,4 km autour de l'aéroport international de San Diego qui ne comprend qu'une seule piste.

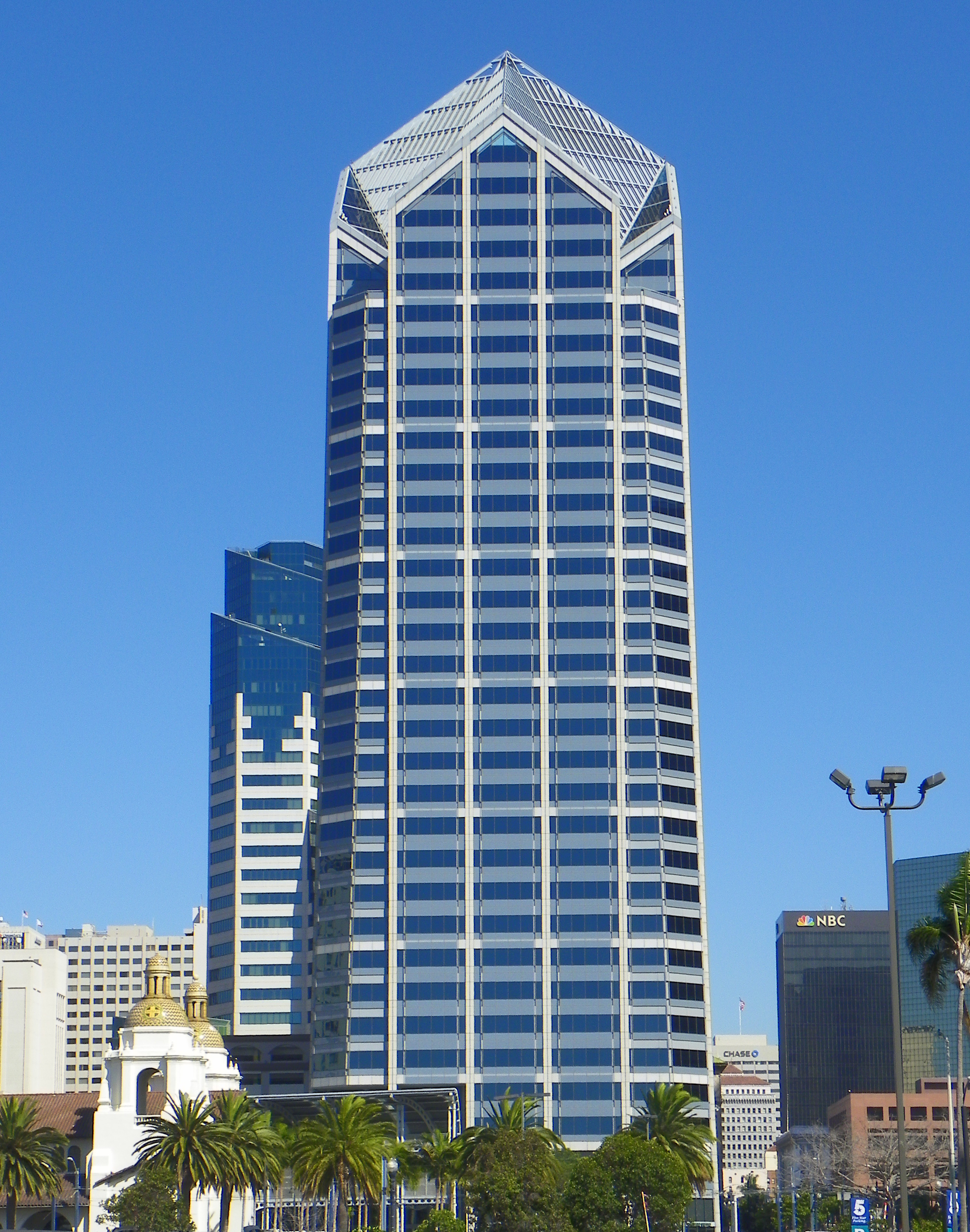
One America Plaza

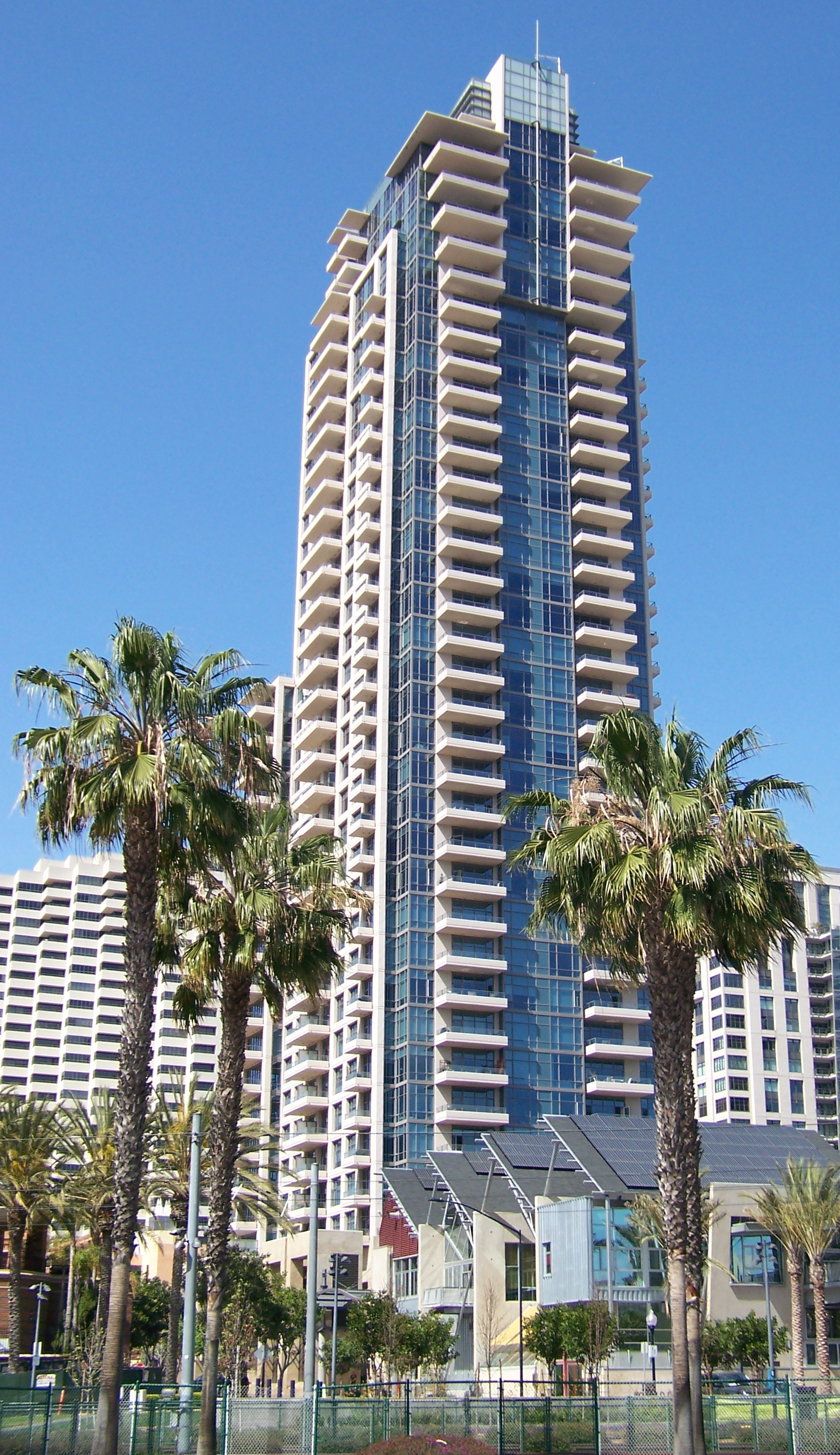
Pinnacle Marina Tower

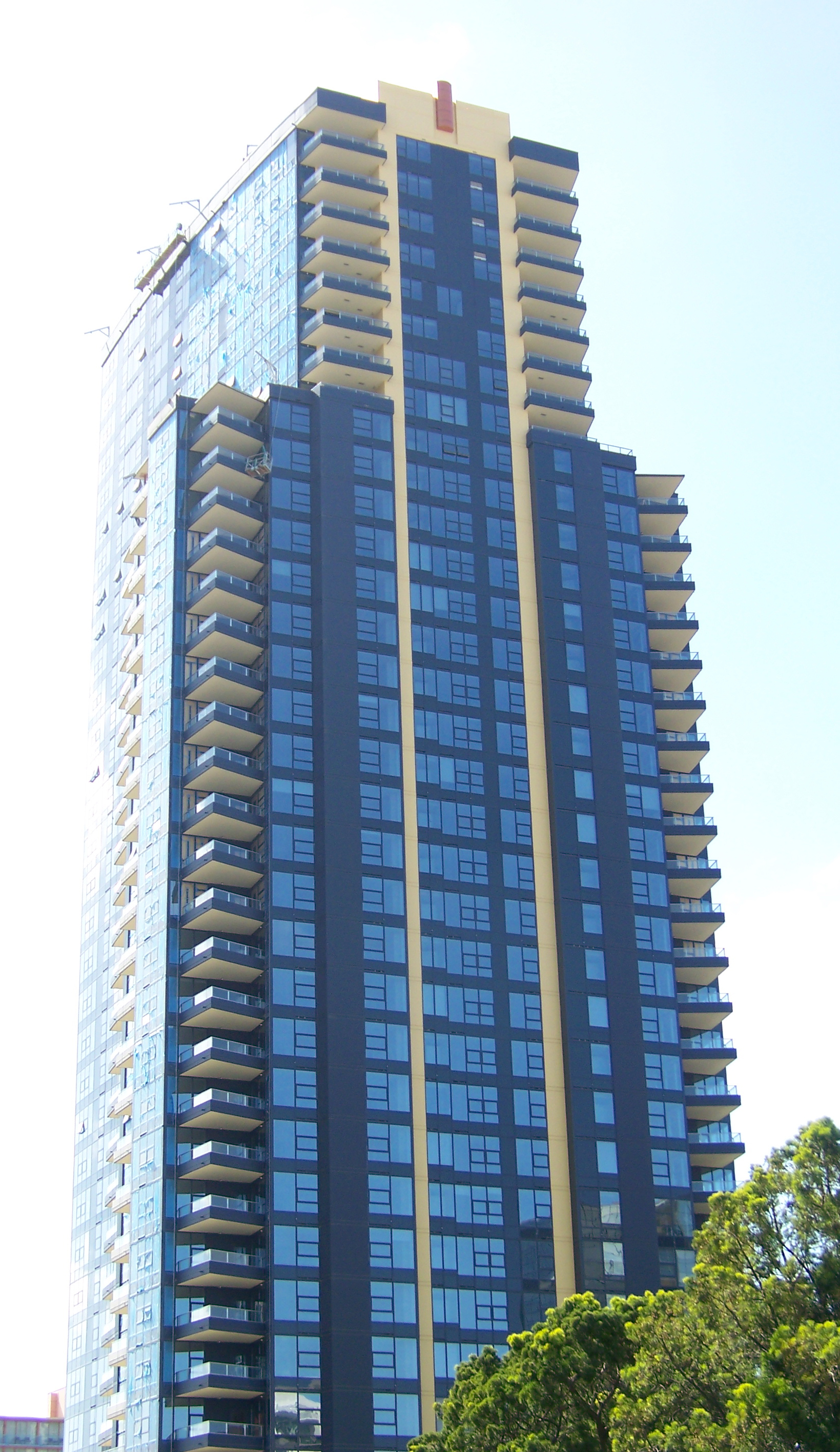
Bayside at the Embarcadero

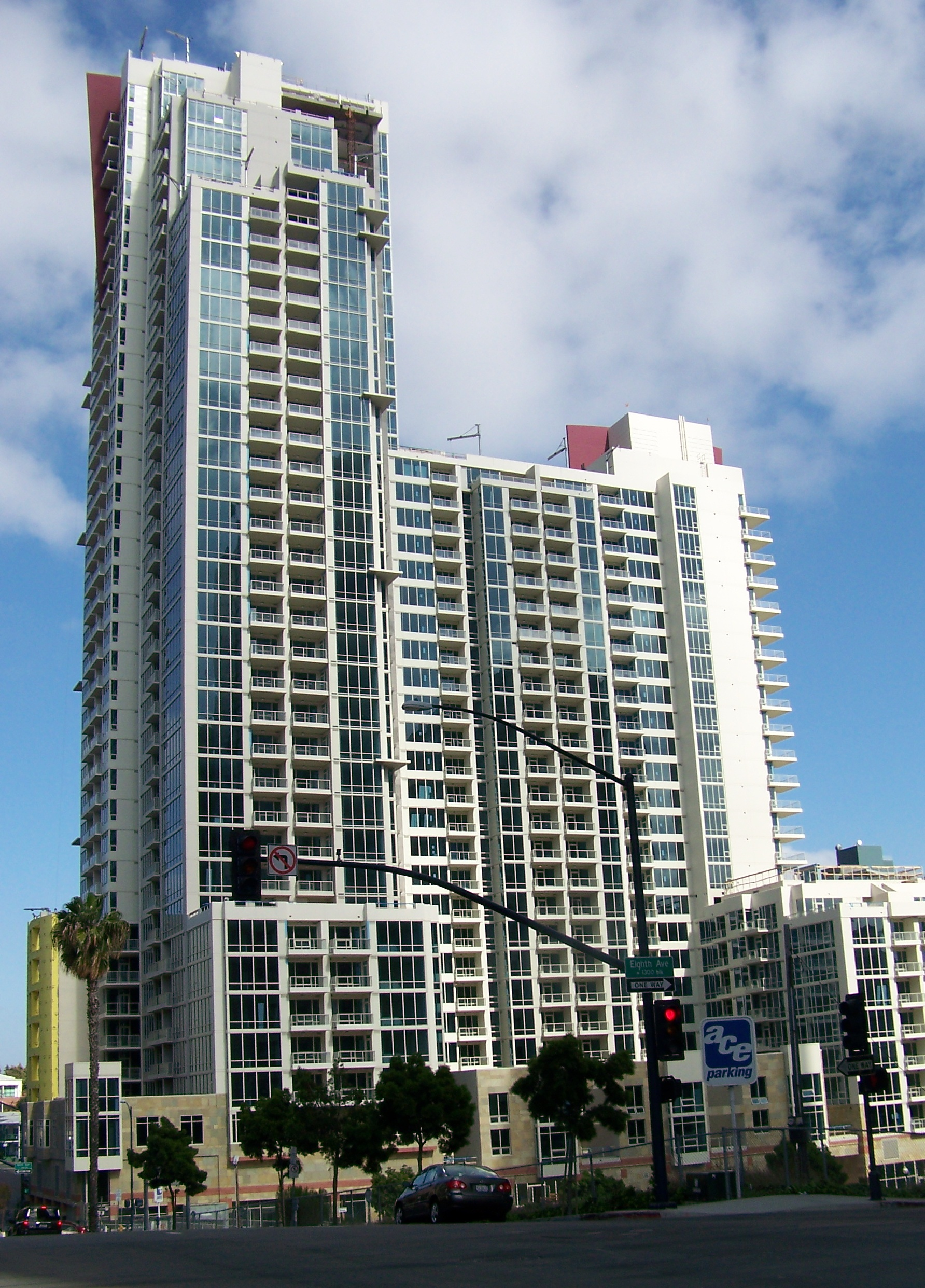
Vantage Pointe Condominium

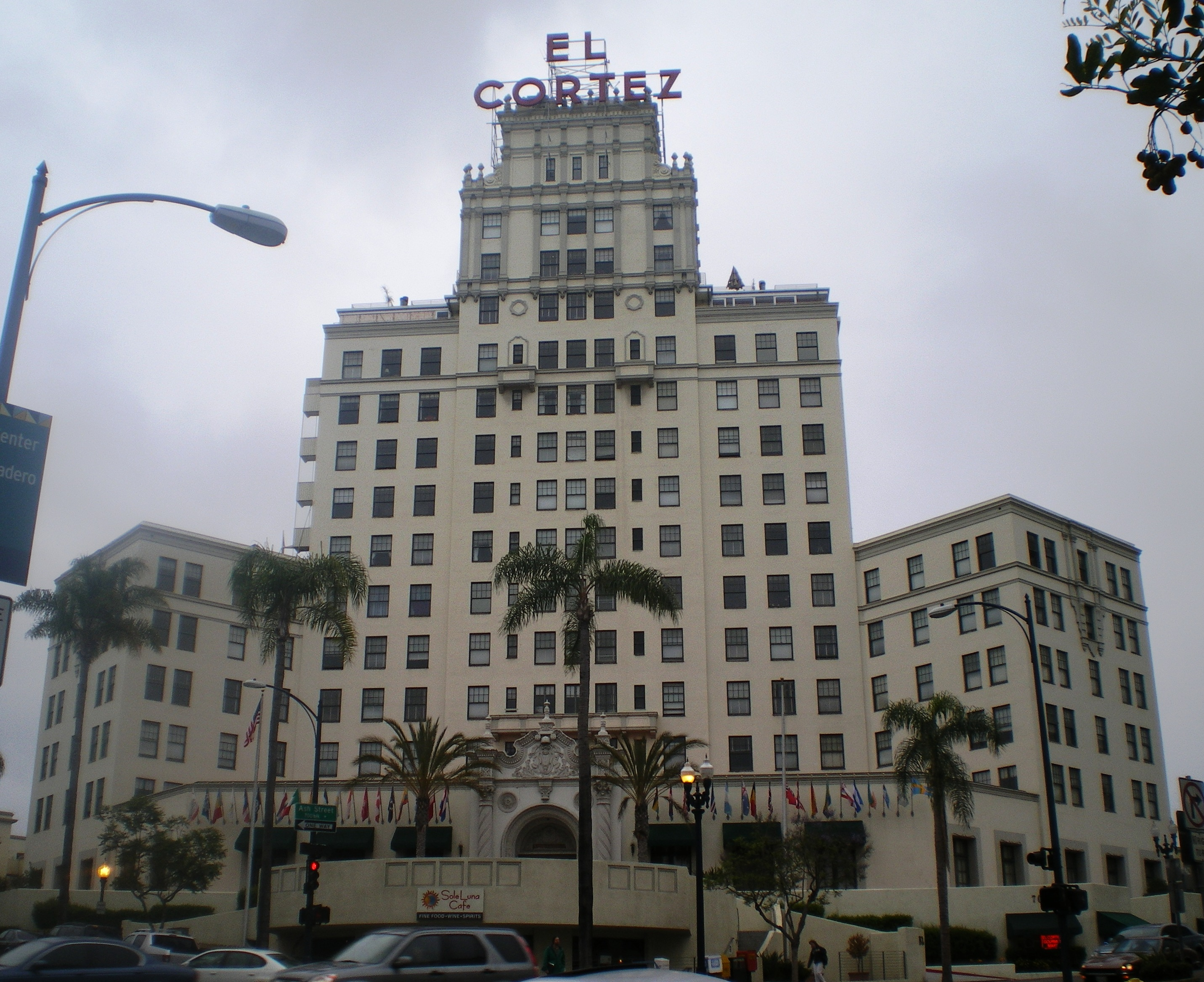
El Cortez Apartment Hotel

## Liste
En janvier 2020 la liste des immeubles de 100 mètres de hauteur et plus est la suivante selon Emporis,  le CTBUH et Skyscraperpage ,,
| Rang | Nom                                       | Hauteur | Étages | Année |
| ---- | ----------------------------------------- | ------- | ------ | ----- |
| 1    | One America Plaza                         | 152 m   | 34     | 1991  |
| 1    | Symphony Towers                           | 152 m   | 34     | 1989  |
| 3    | Manchester Grand Hyatt Hotel              | 151 m   | 40     | 1992  |
| 4    | Pinnacle on the Park I                    | 146 m   | 45     | 2015  |
| 4    | Pinnacle on the Park II                   | 146 m   | 45     | 2019  |
| 5    | Electra                                   | 145 m   | 43     | 2008  |
| 6    | Pacific Gate                              | 137 m   | 41     | 2018  |
| 6    | Pinnacle Marina Tower                     | 137 m   | 36     | 2005  |
| 6    | Emerald Plaza                             | 137 m   | 30     | 1990  |
| 9    | Manchester Grand Hyatt Seaport            | 136 m   | 34     | 2003  |
| 10   | 702 Broadway Tower 2                      | 134 m   | 41     | 2020  |
| 11   | Harbor Club East                          | 129 m   | 41     | 1992  |
| 11   | Harbor Club West                          | 129 m   | 41     | 1992  |
| 13   | The Grande South at Santa Fe Place        | 128 m   | 39     | 2004  |
| 13   | The Grande North at Santa Fe Place        | 128 m   | 39     | 2005  |
| 13   | Vantage Pointe Condominium                | 128 m   | 41     | 2009  |
| 16   | Savina                                    | 126 m   | 36     | 2019  |
| 16   | Advanced Equities Plaza                   | 126 m   | 23     | 2005  |
| 18   | Bayside at the Embarcadero                | 120 m   | 36     | 2009  |
| 19   | San Diego County Central Courthouse       | 119 m   | 23     | 2017  |
| 20   | 530 B Street                              | 118 m   | 27     | 1966  |
| 21   | Park 12                                   | 118 m   | 36     | 2018  |
| 22   | Hilton San Diego Bayfront                 | 117 m   | 32     | 2008  |
| 23   | The Mark (San Diego)                      | 116 m   | 33     | 2007  |
| 24   | Sapphire Tower (San Diego)                | 116 m   | 32     | 2008  |
| 25   | First National Bank Center                | 116 m   | 27     | 1982  |
| 26   | Omni San Diego Hotel and the Metropolitan | 114 m   | 34     | 2004  |
| 27   | Meridian Condominiums                     | 113 m   | 28     | 1985  |
| 28   | Marriott Marina South Tower               | 110 m   | 25     | 1987  |
| 28   | Marriott Marina North Tower               | 110 m   | 25     | 1984  |
| 28   | Park & Market                             | 110 m   | 34     | 2020  |
| 31   | Imperial Bank Tower                       | 108 m   | 24     | 1982  |
| 32   | Executive Complex                         | 107 m   | 25     | 1963  |
| 33   | AT&T Building                             | 106 m   | 20     | 1982  |
| 34   | El Cortez Apartment Hotel                 | 105 m   | 16     | 1927  |
| 35   | San Diego Union-Tribune Building          | 103 m   | 24     | 1974  |
| 36   | U.S. Federal Courthouse                   | 102 m   | 16     | 2012  |
| 37   | Wells Fargo Plaza                         | 101 m   | 23     | 1984  |